# Зобнин, Алексей Юрьевич
Алексей Юрьевич Зобнин (род. 1999, Оренбург, Оренбургская область, Россия) — российский боксёр-любитель, выступающий в тяжёлой весовой категории.
Мастер спорта России, член сборной России по боксу (2020—н.в.), двукратный серебряный (2020, 2022) и бронзовый (2021) призёр чемпионата России, многократный победитель и призёр всероссийских турниров в любителях.

## Биография
Родился в 1999 году в селе Соболево Первомайского района Оренбургской области, в России.

## Любительская карьера

### 2018 год
В октябре 2018 года участвовал на взрослом чемпионате России проходившем в Якутске в весовой категории до 91 кг, где в первом раунде соревнований проиграл опытному Ивану Сагайдаку — который в итоге стал бронзовым призёром чемпионата России 2018 года.

### 2020 год
В начале декабре 2020 года в Оренбурге завоевал серебряную медаль чемпионата России в категории до 91 кг, и стал одним из претендентов в состав национальной сборной для участия в квалификационном отборочном турнире на Олимпийские игры в Токио. Там он в 1/8 финала единогласным решением судей (5-0) победил Игоря Фёдороа, в четвертьфинале раздельным решением судей (3-2) победил чемпиона России Ивана Сагайдака, в полуфинале победил Владимира Узуняна, но в финале единогласным решением судей проиграл Муслиму Гаджимагомедову.

### 2021 год
В конце августа — начале сентября 2021 года в Кемерово завоевал бронзовую медаль чемпионата России в категории до 92 кг. Где в 1/8 финала досрочно в 1-м раунде победил Никиту Никитина, в четвертьфинале он единогласным решением судей победил Абубакар-Салаха Муцелханова, но в полуфинале единогласным решением судей проиграл опытному Владимиру Узуняну.

## Спортивные результаты

### В любителях
- Чемпионат России по боксу 2020 — ;
- Чемпионат России по боксу 2021 — ;
- Чемпионат России по боксу 2022 — .